# 2013 BS45
2013 BS45 est un astéroïde sur une orbite en fer à cheval par rapport à la Terre, comme (3753) Cruithne. Comme Cruithne, il ne tourne pas autour de la Terre au sens habituel du terme et se trouve parfois de l’autre côté du Soleil. Néanmoins, il s'approche régulièrement de la Terre sur une sorte d'orbite en halo avant de s’éloigner à nouveau. 

## Découverte, orbite et propriétés physiques
2013 BS45 a été découvert par James V. Scotti le 20 janvier 2013 dans le cadre du projet Spacewatch depuis l'Observatoire de Kitt Peak,. Son orbite est caractérisée par une faible excentricité (0,084), une faible inclinaison (0,77º) et un demi-grand axe de 0,993 unité astronomique ; il s'agit de l'orbite la plus semblable à celle de la Terre parmi les astéroïdes se déplaçant dans des orbites semblables à celle de la Terre. Lors de sa découverte, il a été classé comme astéroïde Aton par le Minor Planet Center. Son orbite est bien déterminée ; au 26 août 2015, son orbite est basée sur 96 observations couvrant un arc de 375 jours. 2013 BS45 a une magnitude absolue de 25,9, ce qui donne un diamètre caractéristique de 30 mètres. Les observations radar indiquent qu'il pourrait s'agir d'un rotateur très rapide, avec une période de rotation de seulement quelques minutes. 

## Compagnon de la Terre sur une orbite en fer à cheval et évolution orbitale
Des calculs récents indiquent qu'il suit une orbite en fer à cheval par rapport à la Terre. Son évolution orbitale est très chaotique et son orbite difficile à prévoir au-delà de quelques milliers d'années. D'après les données disponibles, sa rencontre la plus proche avec la Terre fut le 12 février 2013 à 0,013 unité astronomique, plus proche qu'en 1934, l'approche la plus proche jusqu'alors à 0,014 unité astronomique. Le prochain passage à moins de 0,020 unité astronomique aura lieu le 2 septembre 2090 à 0,016 unité astronomique. Son orbite correspond aux propriétés attendues de celle d'un objet de la classe des astéroïdes Arjuna. 

## Origine
Il pourrait provenir de la région de Vénus-Terre-Mars ou de la ceinture principale d'astéroïdes, à l'instar d'autres objets proches de la Terre, puis serait passé dans la classe des astéroïdes Amor avant d'entrer dans la région co-orbitale de la Terre. 